# Allan Vougt

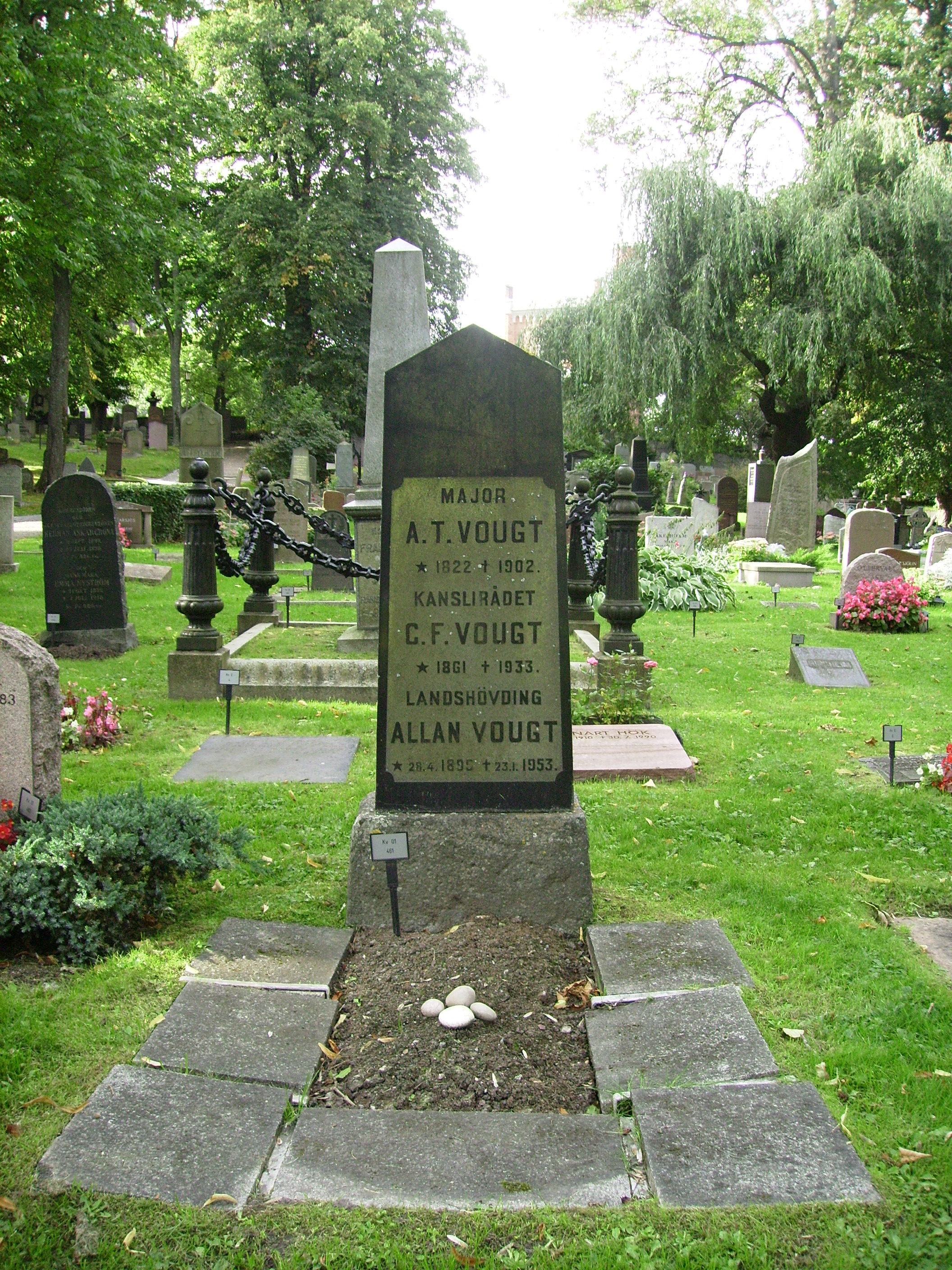
Allan Vougts gravvård på Galärvarvskyrkogården i Stockholm.

Allan Georg Fredrik Vougt, född 28 april 1895 i Stockholm, död 24 januari 1953 i Malmö, var en svensk tidningsman och socialdemokratisk politiker, försvarsminister 1945–1951.

## Biografi
Vougt, vars far var kanslirådet Carl Fredrik Vougt, blev filosofie kandidat vid Uppsala universitet 1919 och studerade i Storbritannien och Frankrike 1919–1921. Han var chefredaktör för tidningen Arbetet 1924–1944, ledamot av andra kammaren 1928–1948 (tillhörande Konstitutionsutskottet, Utrikesnämnden och särskilda utskott i försvarsfrågan 1936 och 1942) och av första kammaren från 1950. Han var ledamot av svenska delegationen vid nedrustningskonferensen 1932, delegat vid Nationernas förbunds församling 1933–1935, ledamot av 1930 års försvarskommission 1934–1935, socialdemokratiska partistyrelsen, vice ordförande i socialdemokratiska riksdagsgruppen från 1941 och medlem av Pressnämnden från 1941. Slutligen var han landshövding i Malmöhus län 1951–1953. 
Som försvarsminister mötte Vougt efter andra världskriget kritik, bland annat från anti-nazistiska kretsar; exempelvis skrev J.A. Selander i Eskilstuna-Kuriren den 9 september 1946, om att Vougt ska ha uttalat tacksamhet för nazismen och Adolf Hitlers starka ”ambition att organisera Europa bättre än vad de demokratiska staterna och Nationernas förbund kunnat göra”.
Han skrev en rad debattskrifter och hann också med att producera en handfull översättningar från franska, spanska och danska. Också Sonja Vougt (född Arnell, 1888–1972), hans hustru från 1925, var verksam som översättare.  Han var morbror till Pontus Hultén.
Vougts väg i Rosengård i Malmö är uppkallad efter Allan Vougt.